# Lenzkirch
Lenzkirch es un municipio y balneario climático en el distrito de Brisgovia-Alta Selva Negra en Baden-Württemberg, Alemania, en las cercanías de los lagos Titisee y Schluchsee y del monte Feldberg.
Al municipio pertenecen Lenzkirch, Saig , Kappel, Raitenbuch y Grünwald.

## Lugares
|                        |
| ayuntamiento e iglesia |

|             |
| barrio Saig |

|                    |
| Castillo Alt-Urach |

|                     |
| Barranca del Wutach |